# 刘美珣
刘美珣（1937年7月—），清華大學人文学院思政课教师、教授、学者、清华大学人文学院常务副院长、清华大学经济学研究所所长，教授《马克思主义政治经济学原理》、《邓小平理论概论》等課程，她還是習近平的博士生導師。

## 生平
刘美珣出生在一个工程师家庭。1956年考入清华大学。1960年，刘美珣被时任清华大学校长蒋南翔抽调进入马列主义教研室。2001年12月，作為习近平的老師，刘美珣教導他完成博士论文《中国农村市场化研究》。